# Chelidonin
Chelidonin, auch Stylophorin oder Diphyllin, ist eine sauerstoff- und stickstoffhaltige heterocyclische Verbindung.

## Vorkommen

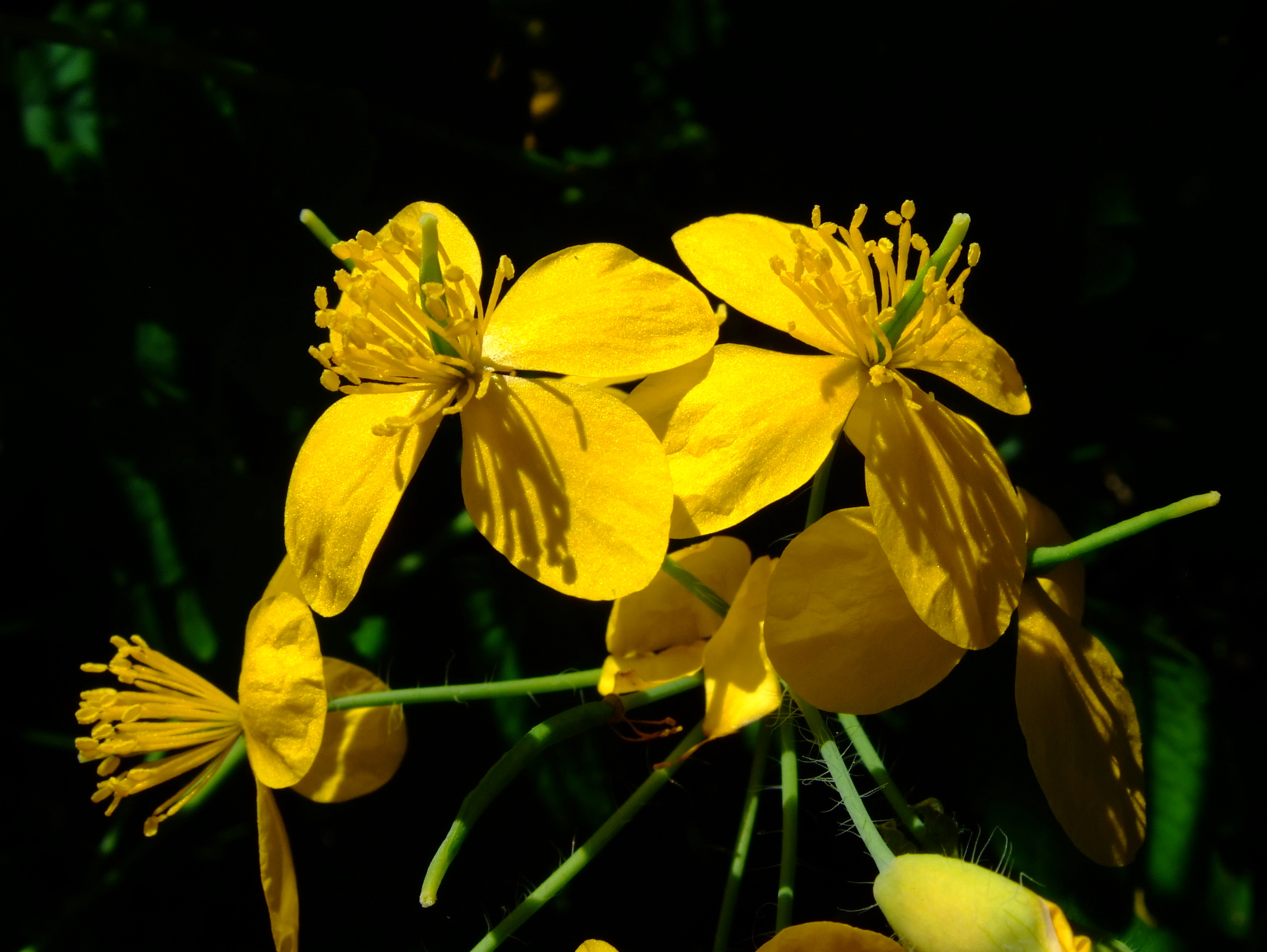
Blüten vom Schöllkraut

Das Alkaloid, das zusammen mit den ähnlichen Stoffen Coptisin und Berberin im Milchsaft des Schöllkrauts (Chelidonium majus) vorkommt, zählt zur Gruppe der Benzophenanthridin- bzw. Isochinolin-Derivate.

## Geschichte
1825 bemerkte der Pariser Chemiker J. P. Godefroy bei der Untersuchung des Schöllkrauts ein Alkaloid, das er „chélidonine“ nannte. Als Leo Meier in Königsberg 1827 die von Godefroy angegebenen Analyseschritte wiederholte, fand er jedoch kein Alkaloid. So wurde die Entdeckung des Chelidonins Johann Maximilian Alexander Probst zugesprochen, der es 1839 rein darstellte. Der Apotheker Reuling in Umstadt stellte 1839 nach einem Selbstversuch fest: „Chelidonin besitzt wenig oder gar keine narkotische Wirkung. Fünf Gran [ca. 0,3 g] schwefelsaures Chelidonin eingenommen erzeugen lediglich einen bitter salzigen kratzenden scharfen Geschmack“.

## Eigenschaften und Verwendung
Chelidonin ist ein Mitose-Gift, wirkt allerdings schwächer als Colchicin. Damit ist Chelidonin auch als Cytostatikum sowie als Mittel gegen grampositive Bakterien einsetzbar. Als Arzneistoff wurde Chelidonin, das geringer analgetisch und spasmolytisch wirkt als Morphin und Papaverin, bei Magen- und Darmschmerzen sowie gegen Krämpfe bei Asthma genutzt. Im Mittelalter wurde der ätzend wirkende Milchsaft des Schöllkrauts auch als Mittel gegen Warzen eingesetzt.